# کسر جرمی
کسر جرمی(به انگلیسی: Mass fraction) در علم شیمی و در توصیف رفتار مخلوط‌ها و محلول‌ها بیان‌گر نسبت جرم یک ماده به نسبت کل جرم مخلوط یا محلول است:
{\displaystyle w_{i}={\frac {m_{i}}{m_{tot}}}}
در رابطه با {\displaystyle m_{i}} نشان دهنده جرم جز i و {\displaystyle m_{tot}} نشان دهنده جرم کل محلول یا مخلوط است.
همچنین جمع کسرهای جرمی برای تمام اجزا همواره برابر با یک است.

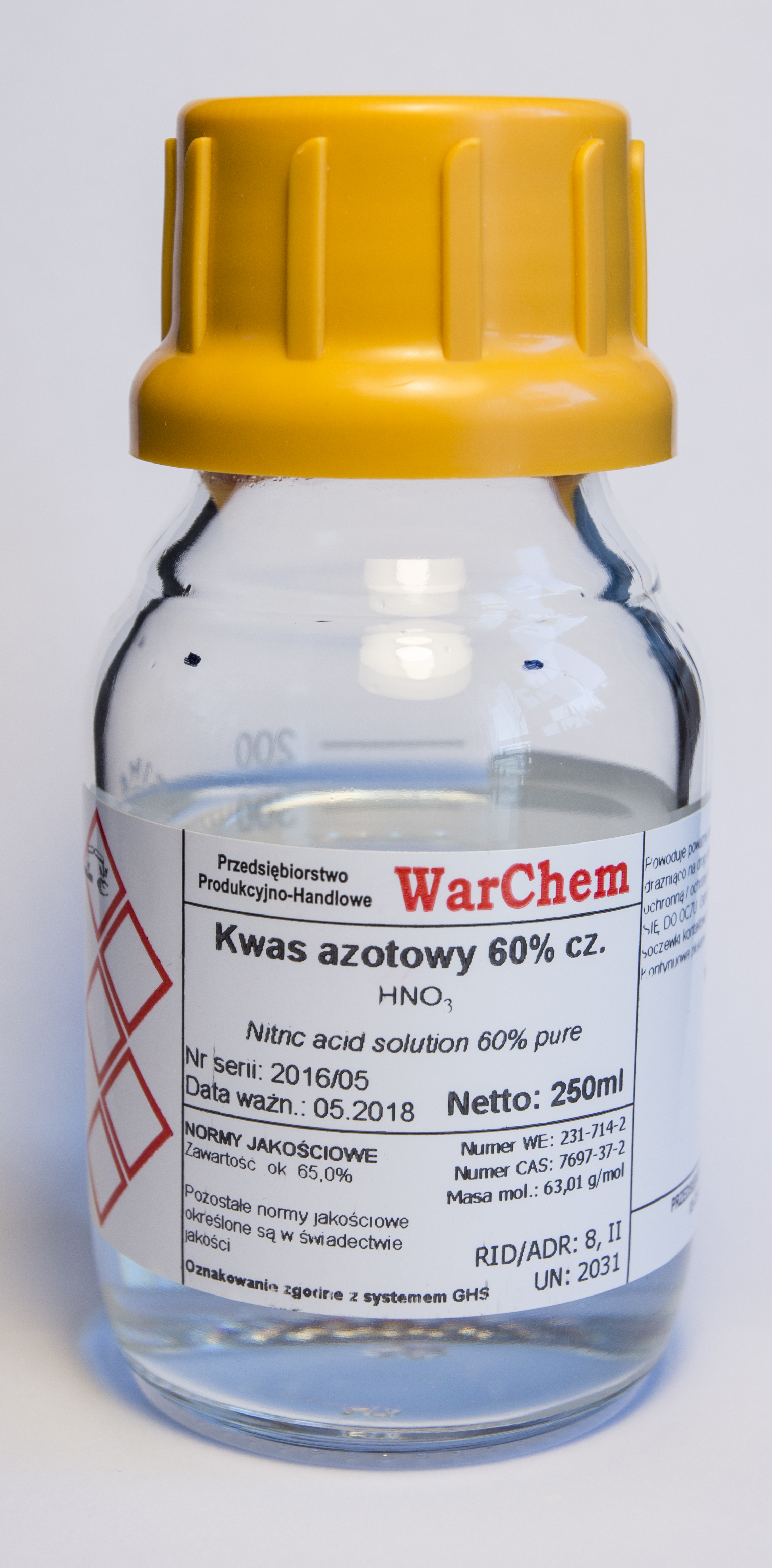
نمونه‌ای از بیان کسر جرمی؛ محلول اسید نیتریک ۶۰ درصد جرمی

{\displaystyle \sum _{i=1}^{N}m_{i}=m_{tot};\sum _{i=1}^{N}w_{i}=1}